# Veine cérébrale interne
Pour les articles homonymes, voir Veine de Galien.
Les veines cérébrales internes (appelées également les veines de Galien ou encore les veines galéniques dans l'ancienne nomenclature anatomique) sont des vaisseaux sanguins qui drainent la partie profonde des hémisphères cérébraux, elles sont en nombre de deux, une de chaque côté.
Chacune de ces deux veines internes du cerveau naissent par confluence de la veine du septum pellucidum, de la veine thalamo-striée supérieure et de la veine choroïdienne supérieure. Elles cheminent d’avant en arrière entre les deux feuillets de la toile choroïdienne du troisième ventricule de chaque côté de la ligne médiane. Elles se réunissent à la base de la toile choroïdienne pour former la grande veine cérébrale dite de Galien. Chaque veine cérébrale interne reçoit : la veine du thalamus et du fornix, la veine du pied de l’hippocampe, la veine du calcar avis et la veine cérébelleuse moyenne et supérieure.